# Burlington (Connecticut)
Burlington es un pueblo ubicado en el condado de Hartford en el estado estadounidense de Connecticut. En el año 2000 tenía una población de 8.190 habitantes y una densidad poblacional de 118 personas por km².

## Geografía
Burlington se encuentra ubicada en las coordenadas 41°45′31″N 72°57′28″O / 41.75861, -72.95778.

## Demografía
Según la Oficina del Censo en 2000 los ingresos medios por hogar en la localidad eran de $82,711, y los ingresos medios por familia eran $87,801. Los hombres tenían unos ingresos medios de $54,730 frente a los $43,429 para las mujeres. La renta per cápita para la localidad era de $36,173. Alrededor del 1.1% de la población estaban por debajo del umbral de pobreza.